# أندري سوبوليف
أندري سوبوليف (الروسية: Андрей Андреевич Соболев) هو متزلج على الثلوج روسي، ولد في 27 نوفمبر 1989 في تاشتاغول في روسيا.

## وصلات خارجية
- أندري سوبوليف على موقع الاتحاد الدولي للتزلج (ركوب لوح الثلج) (الإنجليزية)
- أندري سوبوليف على موقع اللجنة الأولمبية الدولية (الإنجليزية)
- أندري سوبوليف على موقع أوليمبيديا (الإنجليزية)